# 亚特兰蒂斯：失落的帝国
《亚特兰蒂斯：失落的帝国》（英語：Atlantis: The Lost Empire）是2001年的美国传统动画动作冒险电影，史上第41部迪士尼经典动画长片，也是其中首部科幻题材作品。影片由泰布·墨菲编剧，加里·特洛斯达勒和柯克·维斯执导，唐·哈恩担任制片人，配音演员包括迈克尔·J·福克斯、克里·萨莫（Cree Summer）、詹姆斯·加纳、伦纳德·尼莫伊、唐·诺韦洛（Don Novello）和吉姆·法尼（Jim Varney），这也是法尼去世前最后一部作品。电影的时代背景是1914年，讲述了青年男子拿到神圣古书，坚信能借此与其他探险家一起找到传说中的失落城市亚特兰蒂斯。
影片的开发在1996年的动画长片《钟楼怪人》完成后开始，制作团队希望这部作品不再是歌舞片，而是以儒勒·凡尔纳著作为灵感的动作历险电影。影片中采用了漫画主创迈克·米格诺拉（Mike Mignola）的独特视觉风格。电影上映时，其中使用的计算机绘图镜头比例比迪士尼之前任何动画长片都高，并且仍然是为数不多的几部以变形格式摄制的作品。语言学家马克·奥克兰德专门为本片创作了一种语言，电影配乐由詹姆斯·纽顿·霍华德谱写。本片上映时，观众对动画电影的兴趣正逐渐从手绘动画转移到完全由计算机绘图制作的作品。
2001年6月3日，《亚特兰蒂斯：失落的帝国》在好莱坞的埃尔卡皮坦剧院举行首映式，6月15日开始全面上映。华特迪士尼电影公司负责影片的发行，但其票房表现一般。电影的预算约为1亿美元，在北美市场收入约为8400万美元，全球票房约1.86亿美元。由于商业成绩不及预期，迪士尼取消了制作衍生电视剧和迪士尼乐园水下景点的计划。部分评论称赞本片与传统的迪士尼动画长片相比独树一帜，但也有部分人对片中缺少歌曲，并且目标观众群不明感到不满。《亚特兰蒂斯：失落的帝国》获得了包括7项安妮奖在内的多项提名，并获得了2002年金卷轴奖最佳音效剪辑奖。影片于2002年1月29日发布VHS录像带和，后又在2013年6月11日发布蓝光影碟。有看法认为本片属邪典经典，这其中部分是因为米格诺拉独特的艺术感染力。2003年，电影的续集《失落的帝國：神秘的水晶》直接通过录影带发行。

## 剧情
电影开头，一场发生在远方的大爆炸引发大洪水，亚特兰蒂斯岛面临灭顶之灾。全城大撤退之时，亚特兰蒂斯女王身上突然发生奇怪的蓝色光芒，将她與“亚特兰蒂斯之心”結合，这是块保护着城市的强大水晶。女王消失在水晶中，这时城市上空出现圆形屏障，保护着城市最内部的区域。女王的女儿姬妲公主、国王基舍金·内达克都幸存下来，和岛一起沉入海底。
一万年后的1914年，史密森尼学会语言学家兼制图师迈罗·戴奇相信《牧羊人日記》藏有亚特兰蒂斯岛的位子。他向博物馆董事会提议搜寻这份手稿但遭到拒绝，之前对亚特兰蒂斯锲而不舍的研究已让他成为众人的笑柄。之后，一位名叫海尔格·辛克莱尔的神秘女子把迈罗帶去了普雷斯顿··惠特莫尔那邊，这是位性情古怪的百万富翁。邁羅祖父死前找到了《牧羊人日記》，他為了實現諾言，就給了迈罗那本書，并且之后的探险也会由他指挥。
之前找回《牧羊人日記》的探险队指挥官洛克中校带领一支专家队伍同迈罗一起踏上寻找亚特兰蒂斯的旅程。这些人包括爆破专家文尼、地质学家摩尔、医务官斯维特大夫、无线电操作员帕卡德夫人、技工奥黛丽和大厨曲奇。他们乘坐的巨型潜艇“尤利西斯号”（Ulysses）很快受到可怕的利维坦袭击，这是一种傳說中的動物，保卫着前往亚特兰蒂斯的通道入口。“尤利西斯号”遭其摧毁，但迈罗等人成功逃生，并根据《牧羊人日記》的描绘成功找到了入口。
经过一系列的洞穴和休眠火山后，一行人到达亚特兰蒂斯。他们受到年轻女孩姬妲的欢迎，但她只是看起来年轻，实际上已经活了一万多年，众人很快发现亚特兰蒂斯语是现存许多已有语言的基础，亚特兰蒂斯的人民也正是因此能够听懂英语。姬妲请迈罗协助自己一起破译早已被当地人遗忘的亚特兰蒂斯书面语言。两人一起游入城市被水淹没的遗址并破译水下壁画，发现亚特兰蒂斯之心原来是整个城市的能量来源，还能通过环绕在人们脖子上的水晶项链让他们健康长寿。迈罗对《牧羊人日記》没有记载这些内容感到意外，但经过检查发现原来书稿中有一页内容缺失。
与姬妲一起返回亚特兰蒂斯地面后，迈罗发现失落的那一页是被洛克拿走了，洛克背叛了迈罗一行人，打算把晶体带回地面出售。亚特兰蒂斯国王在洛克的拷问下受了致命重伤，但仍然拒绝透露水晶的位置，可洛克还是发现晶体隐藏在国王宝座室的下方。水晶感觉到有威胁临近，于是同姬妲合并在一起。洛克和众雇佣兵把姬妲锁进笼子里准备返回地表。迈罗深知水晶离开后整个亚特兰蒂斯都将毁于一旦，他痛斥自己的朋友们背叛良知，最终成功说服了他们离弃洛克留在亚特兰蒂斯。国王告诉迈罗，水晶已经有了自我意识，会在亚特兰蒂斯有危险时找到王室血脉。临死前，他把自己的水晶交给迈罗，请求他挽救姬妲和亚特兰蒂斯。在斯维特的鼓励下，迈罗与朋友以及亚特兰蒂斯的公民联合起来前去阻止洛克。
双方在火山中展开大战，海尔格及一众雇佣兵都被打败，迈罗用水晶碎片划伤了洛克的手，一股魔力逐渐把他变成了石头，然后撞上了自己气船的螺旋桨。就在迈克等人带着水晶返回亚特兰蒂斯时，火山爆发了。熔岩朝城市不断逼近，这时姬达幻化成水晶飞上天空，形成一片保护罩。熔岸退去后，亚特兰蒂斯安然无恙，水晶也返回姬妲和迈罗身上。大难不死的一众船员返回地面，并承诺会将亚特兰蒂斯的经历保密。迈罗这时已爱上姬妲，他留了下来，帮她重建这个失落的帝国。

## 演员表

迈罗和姬妲的制作草图，迈罗的形象设计部分源于电影的语言顾问马克·奥克兰德。

- 迈克尔·J·福克斯为迈罗·詹姆斯·戴奇（Milo James Thatch）配音，本片男主角，他是位语言学家兼制图师，获招募负责破译《牧羊人之书》，并指挥一支探险队前去寻找亚特兰蒂斯。导演柯克·维斯表示，选择福克斯来为主角配音是因为他们相信福克斯可以在角色身上注入自己的个性，让银幕上的人物更加真实可信。福克斯表示，配音与自己之前的真人演出相比要轻松多了，因为他无需担心自己在镜头前讲出台词时的形象[注 2]。两位导演还在接受采访时表示，福克斯本来还获得了另一部动画长片《冰冻星球》（Titan A.E.）的邀约，他让自己的儿子从两部中选一部，后者选择了《亚特兰蒂斯：失落的帝国》[4]。有部分电影观众曾指出迈罗的人物形象与电影的语言顾问马克·奥克兰德（Marc Okrand）存在相似之处，片中使用的亚特兰蒂斯语就是来自他的研究。奥克兰德表示，迈罗一角的监督动画师约翰·波默罗伊（John Pomeroy）称自己不知道语言学家应该是长了幅什么模样，也不知道其日常行为举止又有些什么特点，所以就按他的形象勾画了这个角色[5]。
- 詹姆斯·加纳为莱尔·提比略·洛克（Lyle Tiberius Rourke）中校配音，他是获聘参加亚特兰蒂斯探险的雇佣军指挥官。维斯选择加纳出演主要是考虑到他在动作片，特别是戰爭片和西部片上拥有的丰富经验，表示这个角色“就像手套一样适合他”。加纳本人则在面对自己是否对这个角色有兴趣时表示：“我一眨眼的工夫就决定了要接演。”[注 3]
- 克里·萨莫为姬妲（Kidagakash Nedakh）配音，本片女主角，她是亚特兰蒂斯的公主。监督动画师兰迪·海科克表示，自己在第一次看到萨莫时她表现得很“害怕”，所以他决定让姬妲公主第一次见到迈罗时也有类似的表现[注 4]。而姬妲小时候的对白则是由娜塔莉·斯特罗姆（Natalie Strom）配音。
- 唐·诺韦洛为文森佐·“文尼”·圣托里尼（Vincenzo "Vinny" Santorini）配音，是位意大利爆破专家。柯克·维斯和角色的监督动画师拉斯·埃德蒙兹（Russ Edmonds）都发现诺韦洛有着在台词上即兴发挥的独特能力。埃德蒙兹对此回忆称，诺韦洛一开始的时候“会看过剧本，熟悉里面写下的台词，但之后他就再也不看了！然后我们一句写下的台词也没用上，整部电影里都是在即兴发挥。”[注 5]
- 菲尔·莫里斯（Phil Morris）为约书亚·斯壮比尔·斯维特大夫（Doctor Joshua Strongbear Sweet）配音，这是位拥有非裔和美洲原住民血统的军医。监督动画师罗恩·哈斯邦德（Ron Husband）表示，莫里斯的台词速度非常快，所以他工作上的一项挑战就是要让斯维特的语言动作与莫里斯保持同步，并且让角色真实可信。莫里斯表示，这是个“没有中间地带”的极端角色，称“当他高兴时，他就‘真是’很高兴，当他严肃时，他又‘真是’很严肃”。[注 6]
- 克劳迪亚·克里斯蒂安（Claudia Christian）为海尔格·卡特里娜·辛克莱尔中尉（Lieutenant Helga Katrina Sinclair）配音，她是洛克的副手。克里斯蒂安觉得这是个“感性”而“引人注目”的角色，还称自己在看到角色的形象后松了一口气，并开玩笑称：“你应该理解，我可不希望经历了这一切后却发现自己的角色是只癞蛤蟆”。[注 7]
- 杰奎琳·奥拉德丝为奥黛丽·罗西奥·拉米雷斯（Audrey Rocio Ramirez）配音，探险队中最年轻的成员，是位波多黎各少女技工。奥拉德丝表示这个角色让她“感觉回到了童年”，而且她一直希望自己的戏份能够再长一点儿。[注 8]
- 佛罗伦斯·斯坦利（Florence Stanley）为威廉敏娜·伯莎·帕卡德（Wilhelmina Bertha Packard）配音，一位经常说风凉话并且吸烟的年长无线电操作员。斯坦利认为这是个“愤世嫉俗”和“安全”的角色：“她会做自己的工作，要是不忙，就会做任何自己想做的事。”[注 9]
- 戴维·奥格登·施蒂尔斯（David Ogden Stiers）为芬顿··哈科特（Fenton Q. Harcourt）配音，是位史密森尼学会董事会成员，驳斥了迈罗对亚特兰蒂斯存在的信仰。施蒂尔斯之前曾与迈克尔··福克斯合演过《好莱坞医生》（Doc Hollywood），并曾为迪士尼的《美女与野兽》配音，之后还将为《星际宝贝》配音。
- 约翰·马奥尼（John Mahoney）为普雷斯顿··惠特莫尔（Preston B. Whitmore）配音，是位有些古怪的百万富翁，赞助了这次亚特兰蒂斯探险。劳埃德·布里奇斯（Lloyd Bridges）原本是惠特莫尔的配音人选，并已经参加了录音工作，但影片尚未完成就已去世。马奥尼的热情和活力令电影中的这个角色经过了改写[6]:15。马奥尼表示，配合工作让他感觉自由自在，可以和自己的角色一起变得“很大很无耻”[注 10]。
- 吉姆·法尼（Jim Varney）为杰比迪·阿勒戴斯·“曲奇”·法恩斯沃斯（Jebidiah Allerdyce "Cookie" Farnsworth）配音，是位西式流动炊事车厨师。法尼于2000年2月因肺癌去世，这时电影尚未全部完成，片末也以字幕表示对他的纪念。制片人唐·哈恩对法尼没能看到电影完成深感悲痛，不过他表示法尼还是看到了自己角色的一些表演片断，“他很喜欢。”曲奇一角的监督动画师肖恩·凯勒（Shawn Keller）表示，法尼“知道自己过世前看不到这部电影了，这真让人感到难受。他在这次配音工作上的表现实在太完美了，但他偏偏又清楚地知道自己没法看到这最后的谢幕。”[注 11]史蒂夫·巴尔之后为这个角色补充了一些对话的配音。
- 科里·伯顿（Corey Burton）为盖尔唐·“摩尔”·莫里哀（Gaëtan "Mole" Molière）配音，他是位法国地质学家，行为有些类似于鼹鼠（英文为，和他的绰号“摩尔”相同）。伯顿表示，他诠释这个角色的方式就是令其在一跃而出同时又发出滑稽的声音。他还称，为了在录音工作中进入角色，他会让自己全身心地投入，感觉就像真的身在这个虚拟世界中一般。[注 12]
- 伦纳德·尼莫伊为基舍金·内达克（Kashekim Nedakh）配音，他是亚蒂兰蒂斯国王、姬妲公主的父亲。监督动画师迈克尔·塞德尼奥（Michael Cedeno）对尼莫伊的配音天赋留下了深刻印象，认为他通过自己的表演让角色变得非常丰满。塞德尼奥称，剧组人员会在尼莫伊说起自己的台词时坐在一边观看，并且满脸的惊讶之色。[注 13]

## 制作

### 发展

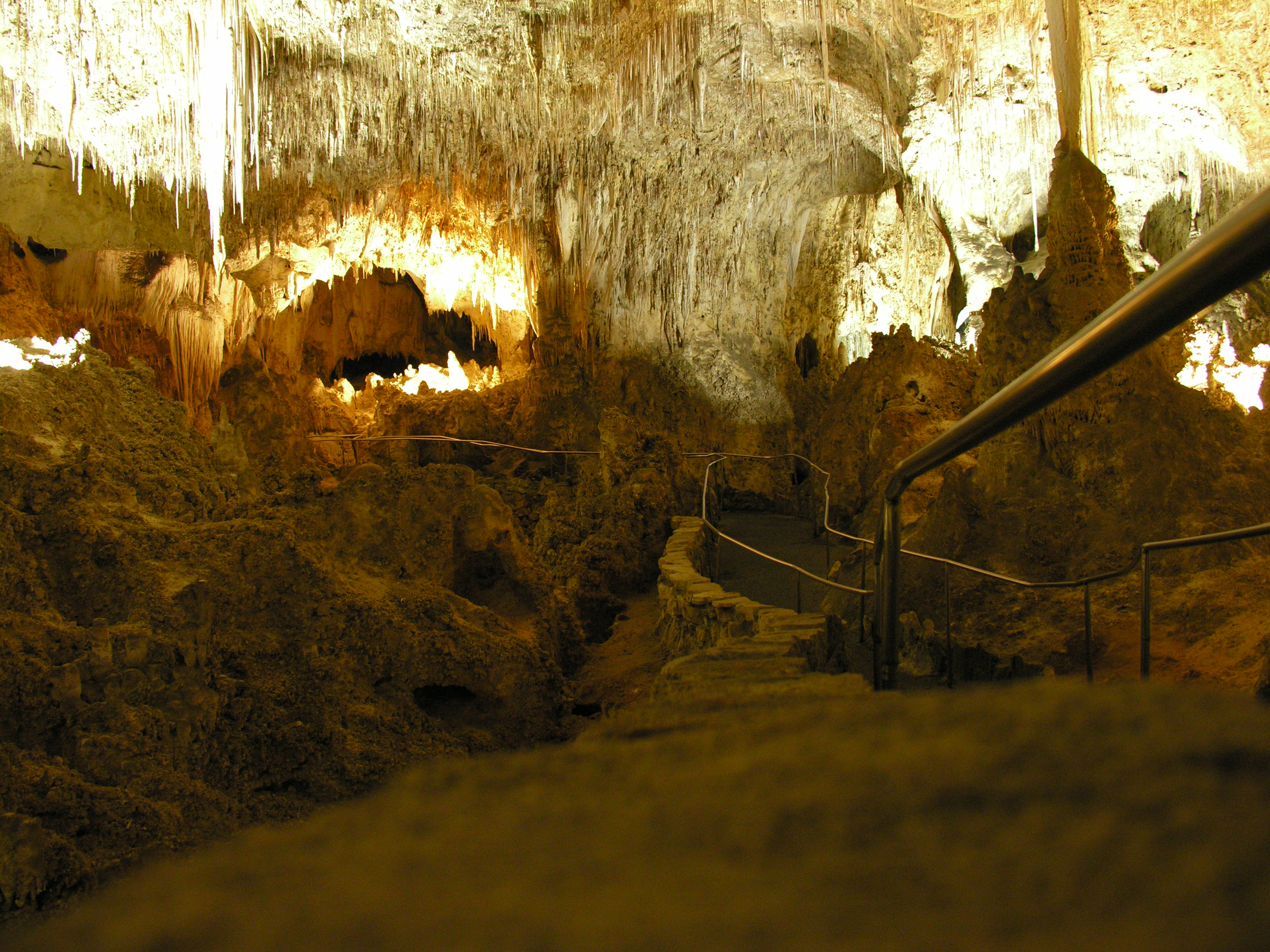
制作团队参观了新墨西哥州的卡尔斯巴德洞窟，以求对电影中描绘的地下世界有一个基本的认识。

1996年10月，唐·哈恩、加里·特洛斯达勒、柯克·维斯和泰布·墨菲一次在加利福尼亚州伯班克的一家墨西哥餐馆吃午饭。这时他们刚刚完成了《钟楼怪人》:9，制片人和两位导演希望能让原班人马再度合作拍摄一部探险世界背景的电影，《亚特兰蒂斯：失落的帝国》的制作理念也就由此产生。他们从儒勒·凡尔纳1864年的著作《地心歷險記》中汲取灵感（其中有对亚特兰蒂斯的惊鸿一瞥），决定制作一部全面探索亚特兰蒂斯的作品。虽然对亚特兰蒂斯的神话研究主要是通过互联网进行，但几位主创人员对愛德加·凱西的透视超感官知觉产生了兴趣，并且决定在片中融入他的一些理念，例如由一颗母水晶为亚特兰蒂斯提供能量，还可以令伤口愈合、让人长寿等。由于电影的时代背景设置在20世纪初，因此他们也参观了多个博物馆和旧军队设施，研究当时的科技，还前往位于新墨西哥州地下约240米的卡尔斯巴德洞窟，这里的地下步道将成为电影中通往亚特兰蒂斯通道的模型。
维斯表示，他们希望能够避免把亚特兰蒂斯描绘为“坍塌的水下希腊世界”的俗套。“从一开始，我们就致力于要从上到下对其全面地进行设计。他们的建筑风格、服饰、传统、习俗，他们又如何睡觉、说话等等。所有我们就把那些能够帮助我们发展这些理念的人士请了过来”。艺术指导设计师大卫·戈茨（David Goetz）表示：“我们看过了玛雅建筑和世界各地的许多远古风格、不同寻常的建筑物，导演们非常喜欢东南亚建筑的外观”。制作团队之后还从其他建筑形式中获取了灵感，其中包括柬埔寨、印度和西藏建筑作品:55。对此哈恩还补充道：“如果你对世界各地的建筑进行解构，再汇聚成一种建筑风格，那就是我们亚特兰蒂斯的模样”。亚特兰蒂斯的整体设计和环形布局还汲取了柏拉图的构思:55，他著作中的语句：“在这一个不幸的昼夜里，亚特兰蒂斯岛消失在大海深处”则对电影开头的镜头设计产生了影响:9。迪士尼之前的所有动画长片都属歌舞片，但剧组不打算让本片落入这一俗套，大家都穿上了统一的T恤，上面印有的字样（意为“亚特兰蒂斯——歌曲少一点，爆炸多一点”）。

#### 语言

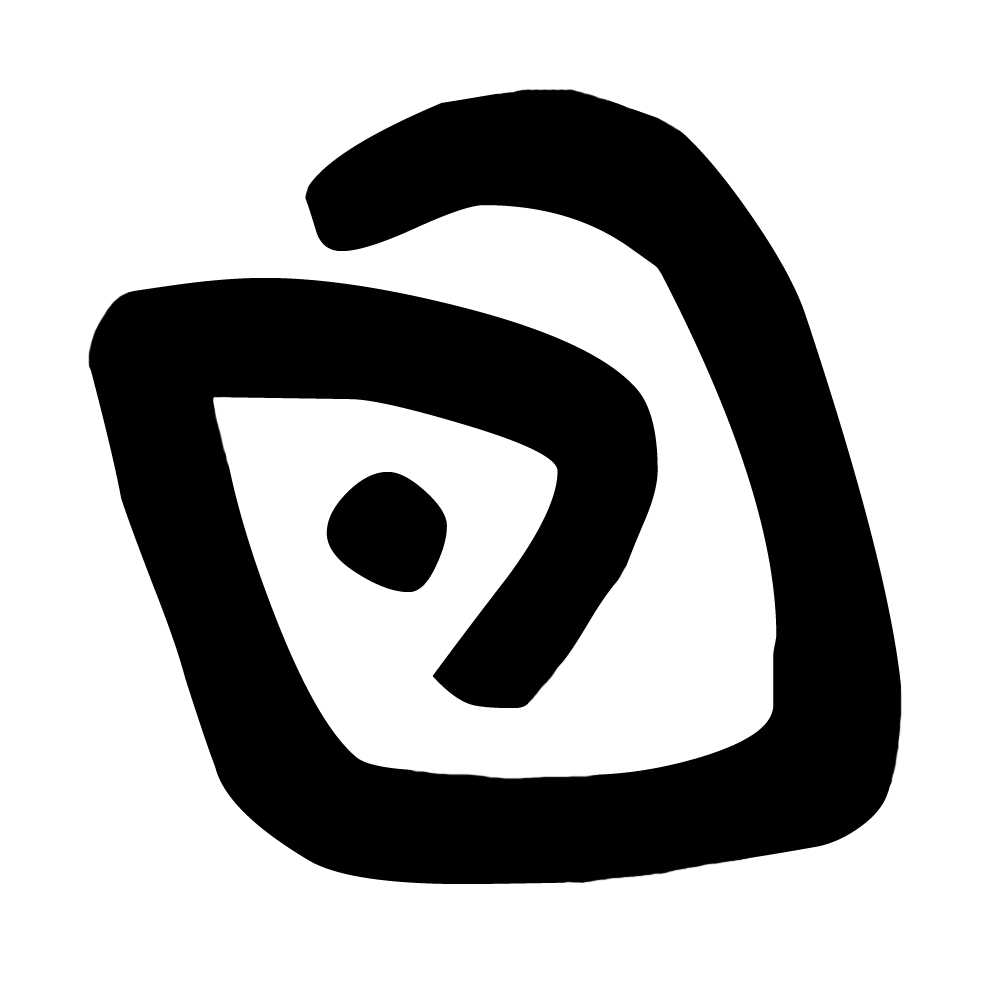
由艺术家约翰·爱默生（John Emerson）创作的亚特兰蒂斯语字母“A”。柯克·维斯指出，这一设计正是显示通向水晶“亚特兰蒂斯之心”的藏宝地图。

之前曾为《星艦奇航記》设计出克林貢語的马克·奥克兰德获聘为《亚特兰蒂斯：失落的帝国》设计亚特兰蒂斯语。根据导演们的设想，这种语言应该属于“母语”，为此奥克兰德创作了一套包含有独立语法结构的印欧语系辞汇，并且一旦这些词开始与真正存在的词发音过于相近就会做出更改。约翰·爱默生设计了书面文本，对各个字母制作了数以百计的随机草图，由导演选择最合适的来代表亚特兰蒂斯语的字母:40。书面语言采用牛耕式轉行書寫法：第一行从左向右阅读，第二行从右向左，之下一直保持这一循环模式。
亚特兰蒂斯语（的字母）形状是由约翰·爱默生设计，是亚特兰蒂斯城的微型地图（最外围的入口即是洞口，内部的形状则正是城市的形状，中间的点即是能量水晶的位置），是一幅藏宝图。——导演柯克·维斯:82

### 编剧
乔斯·韦登是第一位参与本片制作的编剧，但很快就退出加入了别的迪士尼项目。泰布·墨菲完成了剧本，还表示从开始就故事情节展开讨论到完成一部能够让剧组满意的剧本“大概需要三到四个月的时间”。迪士尼之前的动画长片剧本大多为90页左右，但本片的剧本初稿达到了155页。根据计时，影片的前两幕就有120分钟长，于是两位导演删剪了一些角色和桥段，将关注重点放在迈罗身上。墨菲称，他之所以设计一本有数百年历史的《牧羊人之书》是因为，他需要为片中角色准备一份地图，让他们可以依次展开旅程。经过修订的剧本取消了探险队前往通向亚特兰蒂斯的地下洞穴过程中所遇到的考验，这让影片的节奏得以加快，因为发现亚特兰蒂斯的时间点在全片中得到大幅提前。
迈罗·戴奇一角原本的设定是爱德华·蒂奇（Edward Teach，也称海盗黑胡子）的后代。导演之后将他和探险家联系起来，让人物能在前往亚特兰蒂特的征程中发现自己的探险天赋。莫里哀一角起初本是位教授，但据维斯所称，剧情艺术家克里斯·尤尔（Chris Ure）将角色更改成了“身穿古怪外套、头戴奇特头饰、眼珠向外凸出的可怕穴居小动物（指鼹鼠）”。唐·哈恩指出，片中缺少歌曲这点给习惯于制作动画歌舞片的团队构成挑战，因为在这样的情况下，整部电影就不得不纯粹依靠动作场面支撑。不过柯克·维斯则认为这给予团队更多的契机来发展银幕角色：“我们拥有更多的银幕时间来制作像迈罗及众探险队员了解另一段历史这类镜头，还有一整段场景是描绘他们吃晚饭再上床睡觉。一般来说我们并没有这么多的时间来制作这样的内容”。
哈恩表示，制作期间完成的第一个动画镜头是影片的序。起初的版本中有維京人利用《牧羊人之书》寻找亚特兰蒂斯，但很快就被利维坦消灭的情节。但到了电影制作接近尾声时，剧情总监乔恩·桑福德（Jon Sanford）对导演表示，他觉得这段序无法让观众对亚特兰蒂斯产生足够的情感。虽然明白这段镜头已经完成，如果要做改动还需要花费更多的时间和金钱，但两位导演同意这一看法。特洛斯达勒回家后于当天晚上完成了分鏡。片头以描绘亚特兰蒂斯沉入海底的内容代替，这一做法从亚特兰蒂斯和姬妲公主的角度拉开了影片的序幕。包含维京人情节的序则作为花絮内容包括在电影发行的中。

### 动画制作

亚特兰蒂斯的全景图，上图是根据迪士尼标准高宽比（1.66比1）裁剪过的镜头，下图则是电影中实际使用的2.35比1。

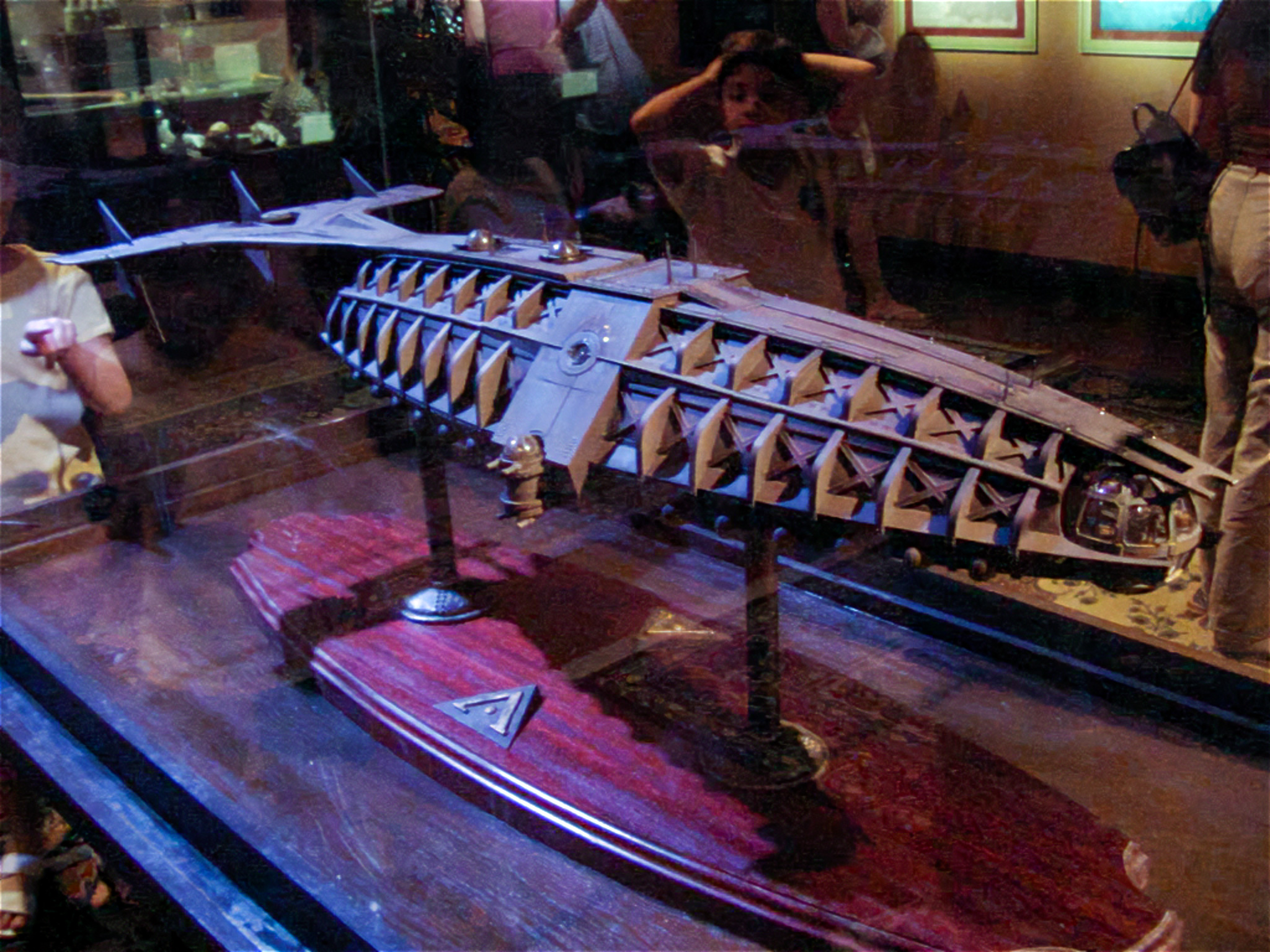
由格雷格·阿罗诺维茨绘制的“尤利西斯号”潜艇比例模型，用来给数字动画师的制作工作提供参照。

最多时，有350位动画师、艺术家和技术人员一起参加《亚特兰蒂斯：失落的帝国》的制作，他们的工作在迪士尼分别位于伯班克、奥兰多和巴黎的三个动画工作室展开。本片是为数不多的几部采用70毫米变形格式摄制的动画长片。两位导演认为，采用宽银幕图像对本片至关重要，因为许多经典的动作冒险电影都是通过宽银幕电影格式呈现，《夺宝奇兵》就是个典型的例子。转换格式需要购买用于宽银幕的动画平台和设备，迪士尼高层对此感到有些不乐意。对此制作团队找到了更简单的解放办法，采用的仍然是迪士尼动画电影的标准高宽比设备，再用较小的框架把镜头内容框出来。布局总监埃德·切尔特纳（Ed Chertner）针对宽银幕格式为布局艺术家撰写了工作指南，并且介绍了宽银幕的一项优势，可以让镜头中的角色出场时间更长，因为同一个镜头里可以有更多的空间。维斯还从大卫·利恩和黑泽明的作品中汲取了更多这一格式的灵感。
电影的视觉风格受到迈克·米格诺拉的强烈影响，他是创作漫画小说《地狱男爵》的艺术家。迪士尼公司一共为本片聘请了4位艺术指导设计师，除米格诺拉外，另外3位分别是马特·科德（Matt Codd）、吉姆·马丁（Jim Martin）和里卡多·德尔加多（Ricardo Delgado）。据称米格诺拉主要负责提供风格指引、初步特征、背景设计和故事创意。对此维斯表示：“米格诺拉的图形和棱角分明的风格对角色外形产生了关键性的影响”:27。米格诺拉起初在得到电影公司邀请时感到很意外，他的艺术影响使本片之后成为一部邪典电影。
我记得看到电影的初剪版本时，里面角色的手很大，而且四四方方的，看上去很怪异。我对旁边一个人说：“这手很酷嘛。”而他回答：“是啊，这都是你的手。我们专门开了会来讨论怎么把你的手做出来。”这些手却不是我自己想出来的，这感觉真是很奇怪。——迈克·米格诺拉
两位导演称，电影片尾字幕前的最后一个拉出式场景是迪士尼动画史上最难制作的镜头。他们之前在《钟楼怪人》中也试图应用这样的镜头，但非常困难而且“缺乏深度”。但在多平面摄影机已经取得进步后，他们决定在本片中再度尝试使用这一技术。镜头以显示迈罗和姬妲的特写开始，载体是一段16英寸长的纸张。随着镜头拉开，观众可以逐渐看到重新恢复的亚特兰蒂斯，整个镜头由大量小于或等于24英寸的纸张拼成，全尺寸高达1.8万英寸，每张小纸张都是精心绘制，并与动画交通工具飞过的镜头相结合，让观众可以看到完整的合成图像。
《亚特兰蒂斯：失落的帝国》上映时创下了迪士尼动画长片使用计算机绘图镜头的新纪录。为了提高制作效率，两位导演让数字艺术家同传统动画师在整个制作过程中一起合作。许多重要镜头都需要大量采用数字动画，例如利维坦、“尤利西斯号”潜艇和救生舱、亚特兰蒂斯之心以及石体巨人等。制作期间，马特·科德和吉姆·马丁先在纸上绘出“尤利西斯号”，然后再请来格雷格·阿罗诺维茨（Greg Aronowitz）制作潜艇的比例模型，用于给数字动画师绘出“尤利西斯号”的3D图形做参照。最后完成的电影共有362个数字特效镜头，并采用了计算机程序来把2D和3D图像无缝连接。片中3D“尤利西斯号”从停靠海湾进入水中时的救生舱镜头就是通过这一技术来完善。随着镜头拉进，以2D形式展现的迈罗出现在船舱内部并引领镜头前进方向。技术人员表示，他们必须要让2D和3D图像完美结合，避免观众看出破绽，这对他们的工作构成很大挑战。数字制作还让导演们可以使用独特的虚拟摄影机制作电影中的复杂镜头。这种镜头可以在z平面上运行，通过数字线框模型来移动；背景和细节内容则是之后通过手绘加到线框图上。电影开头亚特兰蒂斯上空的飞翔镜头和水下潜艇与利维坦的追逐镜头都使用了这一技术来拍摄。

### 音乐和音效
考虑到电影中不会包含任何歌曲，两位导演请来詹姆斯·纽顿·霍华德谱写配乐。霍华德得知影片类似于真人电影，于是决定为其中的地上世界和亚特兰蒂斯谱写不同的音乐主题。他为亚特兰蒂斯挑选了一种印度尼西亚管弦乐音色，并且与编钟、铃铛和铜锣的声音相结合。两位导演告知霍华德，片中将有多个没有对白的重要场景，所以需要用音乐来传达观众在银幕上看到的情感。
嘉里·瑞德斯托姆（Gary Rydstrom）和他在天行者音效的团队获聘负责电影的音效制作。与霍华德一样，瑞德斯托姆也为两种不同的文化选择了不同的音效。来自早期工业时代的探险家们拥有机器和机械式的音效，而亚特兰蒂斯的音效则通过利用陶瓷和陶瓷来令之“更有机化”。亚特兰蒂斯飞鱼车辆的音效制作带来了特别的挑战。瑞德斯托姆透露，一天他在高速公路旁录音，有辆半挂车高速驶过。他用计算机把这段声音加速后，觉得听起来非常有机化，这也就成为电影中的实际音效。他还通过用手指沿香槟笛子边缘磨擦来创作出亚特兰蒂斯之心的钟声谐波，再用口腔冲洗器制作出逃生舱在水里活动的声音。

## 发行

### 宣传
《亚特兰蒂斯：失落的帝国》的宣传工作是迪士尼对网络广告的第一次重大尝试。影片的促销通过凯洛格公司进行，该公司制作了网站，其上有多个小游戏，还制作了基于电影的电子游戏，通过“亚特兰蒂斯”早餐麦片上的特殊标记分发。本片也是迪士尼公司首次试图通过移动电话网络进行营销，用户还可以下载根据电影制作的游戏。拥有迪士尼所有产品独家授权协议的麦当劳用开心乐园餐玩具、食品包装和店内装潢来推广本片。麦当劳还从电影上映之日开始展开了一系列的广告活动，其中包括电视、广播和印刷广告。菲多利也通过带有特殊标识的小吃套餐提供电影的免费门票。

### 票房
电影上映前，多位记者预计影片面临来自梦工厂的全计算机绘图动画长片《史瑞克》和派拉蒙電影动作冒险片《古墓丽影》（Lara Croft: Tomb Raider）的竞争，票房上恐怕很难大展拳脚。对于市场从传统动画向计算机动画的转变和竞争，柯克·维斯表示：“包括我在内的任何传统动画师都难免会感到阵痛。我认为（电影）归根究底还是围绕剧情和角色展开的，一种形式也并不就会完全被另一种取代，就像照片不能取代绘图一样。当然，也有可能我对此只是视而不见。”《娱乐周刊》的杰夫·詹森（Jeff Jensen）认为，像《史瑞克》这样的计算机动画电影可能对于那些通常对动画不感兴趣的青少年更具吸引力，他认为本片无论是在营销还是创意上都是一场赌博。
2001年6月3日，《亚特兰蒂斯：失落的帝国》在加利福尼亚州好莱坞的埃尔卡皮坦剧院（El Capitan Theatre）举行了全球首映式，6月8日再在纽约和洛杉矶限量发行，6月15日起全面上映。首映式上还放映了《目的地：亚特兰蒂斯》，其中可以看到电影的幕后道具以及亚特兰蒂斯传说的资料，还有电子游戏、激光标识等多种宣传品。太平洋水族馆还借出了多种鱼类与宣传品一起展出。这部拍摄成本达到1亿美元的作品上映首周登上票房榜亚军位置，在3011家电影院共计进账2030万美元。9月20日，电影在澳大利亚上映，拉开国际市场发行序幕。影片共计在影院上映了25个星期，全球总票房1亿8605万3725美元，其中美国和加拿大市场一共进账8405万6472美元。这一成绩没能达到迪士尼的预期，该公司动画长片部门总裁托马斯·舒马赫（Thomas Schumacher）表示：“当时看来，拍部不是甜美童话的电影似乎是个好主意，但我们弄错了”。

### 家用媒体
《亚特兰蒂斯：失落的帝国》于2002年1月29日发行了录像带和，之后的一个月里，录像带销售位居榜首，而与）的总计销量则排名第3。到了2003年中期，录像带和）的总计销售与出租收入达到1.57亿美元。影片的包括单碟版和双碟珍藏版。单碟版允许观众选择采用原版影院的2.35比1高宽比，或是通过平移和扫描实现的1.33比1高宽比。中还包含剧组的音频和视频解说、计算机绘图模型的虚拟展示、亚特兰蒂斯语言课程、亚特兰蒂斯神话的百科全书，以及删除的维京人片头。双碟珍藏版中不但包括所有的单碟版内容，还有一张光盘中详细介绍了影片制作的方方面面。珍藏版的电影只能够通过原版影院的高宽比观看，并且同样包含有可供选用的音轨。两个版本的DVD都包括有杜比数字5.1音轨并且通过了THX标准认证。2013年6月11日，迪士尼将经过数码修复的本片通过藍光光碟重新发布，还捆绑有续集《亚特兰蒂斯2：神秘的水晶》（Atlantis: Milo's Return）。

## 反响

### 专业评价
影评人对《亚特兰蒂斯：失落的帝国》的评价褒贬不一。烂蕃茄上收集的146篇专业评论文章中有71篇给出了“新鲜”的正面评价，“新鲜度”为49%，平均评分5.5。该网站的共识评价中称本片虽“提供了快节奏的舞台场面，但在人物发展和情节连贯性等方面的表现还不够理想”。而上收集的29篇评论中则有12篇给出好评，4篇差评，13篇褒贬不一，平均得分52。CinemaScore在影片开映首周的民调结果表明影迷的平均评分为（最高，最低）。
影评人对整部电影的看法通常褒贬不一，一些称赞了其中的视觉、动作冒险元素，以及吸引年长观众观看的尝试。罗杰·埃伯特给予本片三星半的好评（最高四星），他称赞了动画“干净明亮的视觉外观”和“漫画风格的经典能量”，认为这是迈克·米格诺拉的功劳。埃伯特特别表扬了电影的剧情和最终的大战场景：“《亚特兰蒂斯：失落的帝国》以一种老科幻纸质小说的方式讲述了一个扶正祛邪的故事，但高潮戏却成功超越了自身，成为最伟大的动画动作场景之一”。《纽约时报》的埃尔维斯·米切尔（Elvis Mitchell）给予影片高度评价，称这是“一部纪念碑式的作品”，他还认为本片是继华特迪士尼的“4个手指的手套”（指米老鼠）以来最抢眼的迪士尼动画片。在线影评人詹姆斯·伯拉迪尼（James Berardinelli）也对本片予以三星的正面评价（最高四星）。他在评论中写道：“总体上讲，《亚特兰蒂斯：失落的帝国》给予观众90分钟的扎实娱乐，再次证明迪士尼或许对制作优秀真人电影一无所知，但一旦涉及动画制作，他们就马上变得无所不知。”。《旧金山纪事报》的韦斯利·莫里斯（Wesley Morris）称赞了电影对吸引年长观众所做的努力：“虽然有些流于表面，但《亚特兰蒂斯：失落的帝国》仍然充满着成熟的可能性”。
其他影评人认为电影的剧情和人物有些平庸，并且没能向迪士尼电影的传统观众交出一部他们期待的歌剧片。《娱乐周刊》的欧文·格雷伯曼（Owen Gleiberman）对电影的评分为（最高），觉得其中的人物塑造陷入公式化，从本质上来说缺乏想像力。肯尼斯·图兰（Kenneth Turan）在《洛杉磯時報》撰文指出，影片的故事线索和刻画都很“老套”，并且看起来有周六早间动画的风格，不过这些不足之处还是由其“轻快的动作”和狂乱的节奏抵消掉了。《综艺》杂志的托德·麦卡锡（Todd McCarthy）则毫不留情地批评道：“迪士尼进入了一片说个不停但又不唱不跳、到头来也一点意思都没有的领域。”。Salon网站的斯蒂芬妮·扎克拉克（Stephanie Zacharek）对影片感到厌恶，特别是其中试图让成年观众接受这部电影的做法让她反感，称：“《亚特兰蒂斯：失落的帝国》这部迪士尼最新动画长片的大问题在于：看起来根本就不是为孩子们准备的，它是如此成人化，而且非常无聊”。丽塔·坎伯利（Rita Kempley）在《华盛顿邮报》上撰文批评了这部电影，称影片看似新潮，但骨子里却很老套，她还写道：“讽刺的是，迪士尼本期望通过这部历险片的转向之作让自己的形象焕然一新，但本片并没有真正摆脱原有模式，表现上也远远不及《史瑞克》”。

### 主题和解读
多位影评人和学者指出，《亚特兰蒂斯：失落的帝国》有着强烈的反资本主义和反帝国主义主题。专门研究媒体中传达的隐含信息的学者兼作家·基思·布克（M. Keith Booker）认为，洛克一角是由“资本家的贪婪”驱使，明知自己的偷窍之举将导致亚特兰蒂斯毁灭后仍然选择追求“自己的经济利益”。宗教新闻工作者马克·平斯基（Mark Pinsky）在对流行迪士尼电影的道德和精神主题进行探索的过程中断言，本片是“对美帝国主义一次毁灭性的无情抨击”，并且“不可能还会有别的方式来解读这部电影”。网站的麦克斯·梅西尔（Max Messier）认为：“迪士尼甚至还设法打击了意图找到这座失落城市的冒险家们的资本主义生活方式。该死的帝国主义！”。在布克看来，本片还“传达了一种偏向种族隔离的道德观”，发现亚特兰蒂斯的人们会向其他居住在地面的人保密，以求保持两个极为不同文化的隔离状态。还有学者把本片视为了解乌托邦哲学的有趣方向，这种哲学还可以在赫伯特·乔治·威尔斯和儒勒·凡尔纳的科幻小说中找到。
电影上映时，一些观众指出本片与1990至1991年的日本动画电视节目《冒险少女娜汀亚》和吉卜力工作室1986年的动画长片《天空之城》存在多处类似，特别是其中的人物设计、剧情和设定。迪士尼从未对抄袭的指控作出正式回应，不过导演柯克·维斯曾于2001年5月在迪士尼动画新闻组发表新闻邮件，表示自己除了在这个新闻组外之前“从未听说过《冒险少女娜汀亚》。我还想补充一下，即便是在电影制作完成很长时间以后，我也从没听说过”。从一定程度上来说，《亚特兰蒂斯：失落的帝国》和《冒险少女娜汀亚》都受到儒勒·凡尔纳小说《海底两万里》的启发，对此动画新闻网的李锡安（Lee Zion）在报道中称：“要说这都只是巧合的话，两部电影仍然有太多与《海底两万里》没有关联的相似之处”。评论家还看到本片与1994年电影《星际之门》的相似之处，称迈罗一角同该片及衍生电视剧《星际之门：SG-1》的主人翁丹尼尔·杰克逊（Daniel Jackson）非常类似，更巧的是，该剧又推出另一部衍生作品，名为《星际之门：亚特兰蒂斯》（Stargate Atlantis）。

### 荣誉
| 名称                   | 奖项                 | 获提名人 | 结果 |
| ---------------------- | -------------------- | --- | ---- |
| 第29届安妮奖           | 导演个人成就         | 加里·特洛斯达勒和柯克·维斯 | 提名 |
| 第29届安妮奖           | 分镜个人成就         | 克里斯·尤尔 | 提名 |
| 第29届安妮奖           | 艺术指导个人成就     | 大卫·戈茨 | 提名 |
| 第29届安妮奖           | 动画效果个人成就     | 马龙·韦斯特（Marlon West） | 提名 |
| 第29届安妮奖           | 女演员配音个人成就   | 佛罗伦斯·斯坦利 | 提名 |
| 第29届安妮奖           | 男演员配音个人成就   | 伦纳德·尼莫伊 | 提名 |
| 第29届安妮奖           | 配乐个人成就         | 詹姆斯·纽顿·霍华德 | 提名 |
| 2002年专属奖           | 原创回顾性纪录片     | 迈克尔·帕勒林 | 提名 |
| 2002年金卷轴奖         | 最佳动画长片音效剪辑 | 嘉里·瑞德斯托姆、迈克尔·西尔弗斯（Michael Silvers）、玛丽·海伦·里斯曼（Mary Helen Leasman）、约翰··卡尔（John K. Carr）、香农·米尔斯（Shannon Mills）、肯·菲舍尔（Ken Fischer）、戴维··休斯（David C. Hughes）和苏珊·桑福德（Susan Sanford） | 獲獎 |
| 2001年在线影评人协会奖 | 最佳动画长片         | | 提名 |
| 2002年政治电影协会     | 民主奖               | | 提名 |
| 2002年政治电影协会     | 人权奖               | | 提名 |
| 2002年政治电影协会     | 和平奖               | | 提名 |
| 世界电影原声奖         | 最佳原创歌曲         | 黛安·华伦和詹姆斯·纽顿·霍华德 | 提名 |
| 青年艺术家奖           | 最佳长片剧情家庭电影 | 华特迪士尼动画长片 | 提名 |

## 相关作品
根据最初的计划，《亚特兰蒂斯：失落的帝国》将成为动画电视剧《亚特兰蒂斯队》（Team Atlantis）的跳板，该剧会展现电影中角色的进一步历险。但由于影片的票房成绩不及预期，电视剧也就没有制作。2003年5月20日，迪士尼通过录影带首映发行了续集《亚特兰蒂斯2：神秘的水晶》，其中包含已取消电视剧的三集节目。此外，迪士尼乐园还曾计划以本片为主题重振其潜艇航行项目，其中包括电影中的多种元素，游客来到景点时还会得到片中人物的迎接。这一计划也因电影商业回报不佳而取消，但景点还是在2007年以寻找尼摩潜艇航行之名重新开放，使用的是基于2003年迪士尼与皮克斯动画工作室共同制作动画长片《寻找尼莫》的主题。

### 原声带
《亚特兰蒂斯：失落的帝国》的电影原声带于2001年5月22日发行，其中大部分是詹姆斯·纽顿·霍华德创作的音乐曲段，还包括黛安·华伦（Diane Warren）创作的歌曲“Where the Dream Takes You”，由歌手Mýa演唱。此外还有20000份限量版，拥有独特的3唱片封面，绘有电影里的海底怪物利维坦。此外原声带还有发行了一种罕见的宣传版本，全长73分钟，比标准的商用版长了20分钟。这一版本本来只提供给美国电影艺术与科学学院的投票成员，但却与电影爱好者制作的艺术品一起私售。对于这一宣传版本，网站认为，所多出来的20分钟内容除了5分钟《亚特兰蒂斯毁灭》的大规模开场曲目外，其它都是多余的，但这仍是一部成功的作品。

### 电子游戏
| 汇总媒体     | 得分                                     |
| ------------ | ---------------------------------------- |
| GameRankings | （PS）73.83% （GBC）64.50% （GBA）55.86% |
| Metacritic   | （PS）73/100 （GBA）51/100               |

| 媒体                    | 得分             |
| ----------------------- | ---------------- |
| AllGame                 | （PS） · （GBA） |
| 电脑与电子游戏          | （GBA）4/10      |
| 电子游戏月刊            | （PS）7/10       |
| Game Informer           | （GBA）7.25/10   |
| Game Revolution         | （PS）B−         |
| GameZone                | （GBA）7.8/10    |
| IGN                     | （PS）7.5/10     |
| 任天堂力量              | （GBC）          |
| 美国PlayStation官方杂志 | [ 77 ]           |

本片还衍生出多部视频游戏。《亚特兰蒂斯：失落的帝国：寻找牧羊人之书》（Atlantis The Lost Empire: Search for the Journal，又名《亚特兰蒂斯：寻找牧羊人之书》）由僵尸工作室开发，博伟游戏发行。这是款基于Microsoft Windows平台的第一人称射击游戏，于2001年5月1日发布，之后僵尸工作室还将开发一部基于本片的游戏，这款游戏将成为凯洛格促销活动的一部分。《亚特兰蒂斯：失落的帝国——火之审判》（Atlantis: The Lost Empire—Trial by Fire，又名《亚特兰蒂斯：火之审判》）是僵尸工作室开发，且由傅伟游戏发行的第二部游戏，于2001年5月18日发布，同样是基于平台。
2001年7月12日，由针对PlayStation平台开发，基于电影改编的同名游戏发布。玩家可以控制迈罗、奥黛丽、莫里哀和文尼周游亚特兰蒂斯并寻找财宝，在游戏中找到一些隐藏物品后可以解锁其它宝物。THQ发布了《迪士尼的亚特兰蒂斯：失落的帝国》（Disney's Atlantis: The Lost Empire），这是一款面向Game Boy Advance和Game Boy Color的平台游戏，玩家可以控制电影中包括迈罗在内的共计4个角色经过14个关卡，以求发现亚特兰蒂斯。游戏发布后获得的评价褒贬不一，GameRankings和分别对其版给予73.83%（最高100%）和73（最高100）的评分，则为64.50%，的评分分别是55.86%和51。

## 脚注
1. ↑  不同来源估计的电影预算数额不同，本条目正文为保持一致采用《纽约时报》报道的一亿美元，数据据自迪士尼公司官方报告。
2. ↑  Supplemental Features: Animation Production: The Voices of Atlantis at 0:20–0:56
3. ↑  Supplemental Features: Animation Production: The Voices of Atlantis at 3:50–4:31
4. ↑  Supplemental Features: Animation Production: The Voices of Atlantis at 2:32–2:50
5. ↑  Supplemental Features: Animation Production: The Voices of Atlantis at 7:18–7:47
6. ↑  Supplemental Features: Animation Production: The Voices of Atlantis at 8:20–9:13
7. ↑  Supplemental Features: Animation Production: The Voices of Atlantis at 10:18–10:39
8. ↑  Supplemental Features: Animation Production: The Voices of Atlantis at 5:59–6:07
9. ↑  Supplemental Features: Animation Production: The Voices of Atlantis at 9:38–9:51
10. ↑  Supplemental Features: Animation Production: The Voices of Atlantis at 4:55–5:07
11. ↑  Supplemental Features: Animation Production: The Voices of Atlantis at 10:45–11:31
12. ↑  Supplemental Features: Animation Production: The Voices of Atlantis at 6:55–7:10
13. ↑  Supplemental Features: Animation Production: The Voices of Atlantis at 3:00–3:43
14. ↑  Supplemental Features: History: The Journey Begins at 0:08–3:05
15. ↑  Supplemental Features: Story and Editorial: Finding the Story at 3:24–3:57
16. ↑  Supplemental Features: History: Creating Mythology at 0:30–1:10
17. ↑  Supplemental Features: History: Creating Mythology at 3:48–4:20
18. ↑  Supplemental Features: Art Direction: Designing Atlantis at 5:42–9:18
19. ↑  Supplemental Features: Art Direction: Designing Atlantis at 9:30–9:33
20. ↑  Supplemental Features: Art Direction: Designing Atlantis at 9:50–10:02
21. ↑  Supplemental Features: Art Direction: Designing Atlantis at 10:37–10:44
22. ↑  Supplemental Features: History: The Journey Begins at 5:28–5:40
23. ↑  Supplemental Features: History: Creating Mythology at 5:20–5:47
24. ↑  Supplemental Features: History: Creating Mythology at 5:58–6:18
25. ↑  Supplemental Features: Story and Editorial: Finding the Story at 3:58–7:40
26. ↑  Supplemental Features: Story and Editorial: Finding the Story at 2:55–3:24
27. ↑  Audio Commentary at 17:12–18.00
28. ↑  Supplemental Features: Story and Editorial: Finding the Story at 7:40–10:25
29. ↑  Supplemental Features: Story and Editorial: Four Deleted Scenes—"The Viking Prologue"
30. ↑  Supplemental Features: Animation Production: Setting the Scene at 1:10–2:28
31. ↑  Supplemental Features: Animation Production: Setting the Scene at 1:10–2:28
32. ↑  Supplemental Features: Animation Production: Setting the Scene at 2:30–3:17
33. ↑  Supplemental Features: Art Direction: Designing Atlantis at 0:50–4:33
34. ↑  Supplemental Features: Animation Production: Setting the Scene at 9:44–11:26
35. ↑  Supplemental Features: Digital Production at 0:09–4:45
36. ↑  Supplemental Features: Digital Production at 8:15–9:33
37. ↑  Supplemental Features: Digital Production at 5:00–6:20
38. ↑  Supplemental Features: Music and Sound at 5:00–8:45
39. ↑  Audio Commentary at 1:50–2:10
40. ↑  Supplemental Features: Music and Sound at 0:05–4:48